# Dylan Darmohoetomo
Dylan Darmohoetomo (* 22. Dezember 1992) ist ein surinamischer Badmintonspieler. 

## Karriere
Dylan Darmohoetomo startete 2010 bei den Badminton-Juniorenweltmeisterschaften und 2011 bei den Panamerikanischen Spielen. Bei der Carebaco-Meisterschaft 2011 gewann er Bronze, wie auch bei der Carebaco-Meisterschaft 2012. Bei den Suriname International konnte er sich von 2008 bis 2012 jeweils einen Podestplatz erkämpfen, ebenso wie bei den nationalen Meisterschaften in den Jahren 2009, 2010 und 2011.